# U-79号潜艇 (1941年)
U-79号（德語：U 79）是纳粹德国战争海军建造的568艘VII-C型潜艇（或称U艇）之一。它由不来梅的伏尔铿费格扎克船厂承建，于1941年1月25日下水，至同年3月13日交付使用。第二次世界大战期间，该艇曾执行过六次巡逻作战，共击沉2艘、全损1艘和击伤1艘同盟国或中立国舰船，累积总吨位为13,964吨。1941年12月23日，U-79号在塞卢姆以北的地中海遭英国驱逐舰匆忙号和热刺号以深水炸弹击沉，艇内44名官兵无一伤亡。

## 设计
VII-C型是VII级潜艇的第三次、也是最有价值的改进型。它搭载了被称为“S装置”的新式主动声呐系统，为了容纳这种新设备，VII-C型的艇体尺寸有所增加，并重新设计了鞍状水舱，在其两侧各增加了一个可提供储备浮力的小型浮舱，有利于潜艇完成快速下潜。U-79号的全长为67.10米，舷宽6.20米、并有4.74米的吃水深度，水上和水下排水量分别为769吨和871吨。该艇采用双轴设计，具有两副直径为1.23米的三叶螺旋桨。在机械系统方面，VII-C型艇也得到了升级：通过艇上配备的燃油过滤系统，柴油机润滑系统的使用受命得以延长，也为不同润滑剂在艇上机械设备上混合使用留足了余地。原先前型艇用于发射鱼雷和主压载舱吹除操作的电动空气压缩机则改为容克斯的柴动压缩机，从而减小了对艇上电气系统的依赖；此外，该型艇还装配了更为现代化的电力转换系统。动力由两台曼恩生产的M6V 40/46型六缸四冲程1,400匹公制馬力（1,000千瓦特）涡轮增压柴油机用于水面运行，以及两台布朗-博韦里提供的GG UB 720/8型375匹公制馬力（280千瓦特）双作用电动发电机用于水下航行；水面最高航速17.7節（32.8每小時），水下7.6節（14.1每小時）；能够在水面以10節（19每小時）航速续航8,500海里（15,700），或以4節（7.4每小時）连续在水下航行80海里（150）而无需充电。
武器装备方面，U-79号装备有五具内置式鱼雷发射管——艇艏四具、艇艉一具。其艇艉的鱼雷发射管设计在耐压壳体内部、两片舵之间，鱼雷可以由此向外发射。在轮机舱甲板下方还配备了用于艇艉的鱼雷装填系统，耐压壳体与甲板室之间一前一后还设计有外置鱼雷贮存装置，因此U-79号可携带14枚G7型鱼雷或最多26枚TMA型水雷（TMB型则为39枚）。此外，该艇还搭载有一门配备220发弹药的88毫米35式速射炮以及一门配备1,195发弹药20毫米30式高射炮作为甲板炮。其标准船员编制为4名军官及40－56名水兵。

## 历史
1939年1月25日，海军造舰局将第二批次的六艘VII-C型潜艇（U-77至U-82号）建造合同发包予不来梅的伏尔铿公司。其中U-79号于1940年4月17日开始在费格扎克船厂铺设龙骨，建造序列为7号。经过逾九个月的建造，它于1941年1月25日下水，至同年3月13日在曾担任U-9和U-19号艇长的海军上尉沃尔夫冈·考夫曼的指挥下交付使用。与当时大多数德国U艇一样，U-79号在瞭望塔上漆有专属的艇徽：即艇长考夫曼家乡维尔茨堡的纹章。完成海试后，该艇加入驻基尔的第1潜艇区舰队，先是在波罗的海进行战备训练，进而于1941年7月作为前线艇移驻德占法国的布雷斯特。三个月后，它又换编至驻希腊萨拉米斯岛的第23潜艇区舰队作战，直到12月23日沉没。
第二次世界大战期间，U-79号曾执行过六次巡逻和一次狼群作战，共击沉2艘、全损1艘和击伤1艘同盟国或中立国舰船，累积总吨位为13,964吨。

### 作战巡逻
考夫曼上尉指挥了U-79号的全部六次巡逻。他于1941年6月5日09:20率艇从基尔出发执行首次任务，并在横渡波罗的海后，前往北大西洋游弋。6月11日20:51，无人护航的挪威货船哈夫托号（Havtor）在冰岛以西海域被U-79号发射的鱼雷击中。船下沉得并不快，所以船长有时间将秘密文件销毁，并为9名伤者组织救援，然后共同乘坐救生艇弃船。翌日00:33，在知悉对方完成撤离后，考夫曼使用甲板炮击沉了该船。6月27日00:56分，U-79号又在59°55′N 30°49′W / 59.917°N 30.817°W处发射一枚鱼雷击中了身处HX-133护航队第52号阵位、来自荷兰的万吨级油轮笛螺号（Tibia）的右舷。但该船遇袭后只是速度略有下降，很快便重新加入护航队，后来在泰恩河畔完成修复。经过为期三十一天、水面行程6,600海里（12,200）、水下行程150海里（280）的航行后，考夫曼于7月5日14:08抵达德占法国的洛里昂。
第二次巡逻于7月21日16:55离开洛里昂，前往北大西洋和西班牙西部海域游弋，至8月16日13:15返回。在这次为期二十七天、水面4,900海里（9,100）、水下167海里（309）的航行中，U-79号曾击沉1艘英国货船。是次袭击发生于7月27日00:21至00:24之间，该艇当时向距离菲尼斯特雷角西北偏西约350海里（650）处的OG-69号护航队发射了五枚鱼雷，但由于一艘驱逐舰正在逼近而被迫下潜，考夫曼只看到了一列火柱并听到几声爆炸。他报称有三艘船沉没，另有两艘可能受损。事实上，只有凯尔温号（Kellwyn）被击中并沉没，后续的爆炸声则是来自护航舰投掷的深水炸弹。8月12日，U-79号还在葡萄牙海岸附近遭到护航队的猛烈攻击，被迫中止了袭击计划。
9月14日20:00，U-79号从洛里昂出发执行第三次巡逻，但由于考夫曼突发胃部和心脏疾病，该艇仅四天后便在比斯开湾便取消了行动，于9月18日16:27返抵洛里昂。经过修整后，U-79号的第四次巡逻于9月28日11:00出发，移驻希腊的萨拉米斯岛。由于需要穿越严密设防的直布罗陀海峡，它从9月28日至10月5日期间与U-75、U-97、U-331、U-371和U-559号共同行动，组成了“格本狼群”（以1914年在地中海作战的德国同名大巡洋舰命名）。10月5日顺利突围后，U-79号在地中海东部游弋，攻击从直布罗陀、马耳他和埃及出发的盟军船只。10月21日03:34，英国炮艇小昆虫号在布尔迪亚东北约30海里（56）处被考夫曼发射的鱼雷击中船头，其艇艏被炸毁，只剩下6英寸（150）火炮。这艘严重受损的军舰其后被拖到亚历山大港搁滩，并被宣布为全损。经过为期二十六天、水面4,350海里（8,060）、水下433海里（802）的航行后，U-79号于10月23日抵达萨拉米斯岛。
U-79号的第五次巡逻于11月29日10:00离开萨拉米斯岛，前往昔兰尼加沿岸和图卜鲁格附近的地中海游弋。12月6日，该艇曾向英国战列舰伊丽莎白女王号发射四枚鱼雷，但均未命中。由于九天内便消耗了十一枚鱼雷，且未能取得任何战功，考夫曼遂于12月8日09:11回到萨拉米斯岛，结束了这次水面1,300海里（2,400）、水下131海里（243）的短暂巡逻。
12月21日，考夫曼率U-79号从萨拉米斯岛出发执行第六次巡逻，前往昔兰尼加沿岸的地中海游弋，从此再未归航。两天后，即12月23日上午08:00左右，该艇在塞卢姆以北发现由两艘货轮和三艘驱逐舰组成的AT-5号护航队并发起攻击时，三艘英国护航驱逐舰匆忙号、热刺号和赫思罗普号实施了反击。热刺号首先利用潜艇探索器（Asdic）定位了U-79号，并展开长达四个小时的深水炸弹追击（共投掷约110枚），在此过程中，该艇进水过多，以至于沉入水深260米。到11:45，U-79号的轴封衬套漏水严重，艇内已有40吨积水。为了拯救其船员，考夫曼不得已排空全部潜水柜来浮出水面。重新出现后，该艇一度遭到匆忙号的火炮射击，但随后英国人试图捕获该艇并停火。此举挽救了德国人的性命，因为驱逐舰已非常接近U-79号。捕获没有成功，潜艇在此之前便被凿沉。它于11:52在32°15′N 25°19′E / 32.250°N 25.317°E处沉没，艇内44名船员则分别由匆忙号和热刺号救起，并获得优待。

## 袭击历史摘要
| 日期           | 船名     | 船籍         | 吨位   | 结局 |
| -------------- | -------- | ------------ | ------ | ---- |
| 1941年6月11日  | 哈夫托号 | 挪威         | 1,524  | 击沉 |
| 1941年6月27日  | 笛螺号   | 荷蘭         | 10,356 | 击伤 |
| 1941年7月27日  | 凯尔温号 | 英国         | 1,459  | 击沉 |
| 1941年10月21日 | 小昆虫号 | 英國皇家海軍 | 625    | 全损 |

## 脚注
1. ↑  威廉生，第11頁.
2. ↑  加洛普，第74頁.
3. 1 2  Gröner 1991，第43–46頁.
4. ↑  加洛普，第72頁.
5. ↑  Högel，第51頁.
6. 1 2  . U-Boot-Archiv.   [2024-10-24].
7. 1 2  Helgason, Guðmundur. . German U-boats of WWII - uboat.net.   [2024-10-24]. （原始内容存档于2024-12-14）.
8. 1 2  Helgason, Guðmundur. . German U-boats of WWII - uboat.net.   [2024-10-24]. （原始内容存档于2024-12-14）.
9. ↑  Helgason, Guðmundur. . German U-boats of WWII - uboat.net.   [2024-10-24]. （原始内容存档于2025-01-12）.
10. ↑  Helgason, Guðmundur. . German U-boats of WWII - uboat.net.   [2024-10-24]. （原始内容存档于2024-12-14）.
11. ↑  Helgason, Guðmundur. . German U-boats of WWII - uboat.net.   [2024-10-24]. （原始内容存档于2024-12-14）.
12. ↑  Helgason, Guðmundur. . German U-boats of WWII - uboat.net.   [2024-10-24]. （原始内容存档于2021-03-04）.
13. ↑  Helgason, Guðmundur. . German U-boats of WWII - uboat.net.   [2024-10-24]. （原始内容存档于2024-12-14）.
14. ↑  Helgason, Guðmundur. . German U-boats of WWII - uboat.net.   [2024-06-24]. （原始内容存档于2024-05-26）.
15. ↑  Helgason, Guðmundur. . German U-boats of WWII - uboat.net.   [2024-10-24]. （原始内容存档于2025-01-12）.
16. ↑  Helgason, Guðmundur. . German U-boats of WWII - uboat.net.   [2024-10-24]. （原始内容存档于2024-12-14）.
17. ↑  Helgason, Guðmundur. . German U-boats of WWII - uboat.net.   [2024-10-24]. （原始内容存档于2024-12-14）.
18. ↑  Röll & Besler，第214頁.